# No Justice
No Justice war eine US-amerikanische Countryband der Red-Dirt-Szene.

## Geschichte
Die Band gründete sich 2001 in Stillwater, Oklahoma, dem Zentrum des Red-Dirt-Genres. Ihr erstes Album brachte sie 2003 mit Far from Everything heraus, das zweite Album folgte 2006. Als Produzenten konnte sie Mike McClure und J.J. Lester gewinnen, die bis 2003 zusammen in der Band The Great Divide gespielt hatten. Lester war teilweise auch als Schlagzeuger zu hören. Die Besetzung wechselte im Laufe der Jahre fast vollständig, von den Gründungsmitgliedern ist lediglich noch Frontmann Steve Rice mit No Justice aktiv.
Im Jahr 2007 veröffentlichte die Band ihr erstes Livealbum, das die von Interpreten wie Willie Nelson, Stoney LaRue, Cross Canadian Ragweed und Pat Green begonnene Tradition der im Nachtklub Billy Bob’s Texas aufgenommenen CDs fortführte. 2010 erschien ihr drittes Studioalbum 2nd Avenue, im Dezember 2012 folgte ihr neues Werk America's Son. Mit diesen beiden Alben konnte No Justice auch seine größten Erfolge feiern und schaffte es in die vorderen Regionen verschiedener Billboard-Independentcharts.
Im September 2013 gab die Band ihre Trennung für Ende Oktober des Jahres bekannt. In ihrer zwölfjährigen Bandgeschichte haben die Musiker von No Justice fünf Alben veröffentlicht, die sich zusammengenommen mehr als 100.000-mal verkauft haben.

## Stil
Die Band ist stilistisch sehr variabel. Laut Steven Rice haben die verschiedenen Bandmitglieder Jazz, Metal, Rock und Blues-Hintergründe. Zudem vereine die Band Einflüsse aus R&B und Funk. Rice gibt an, ihm sei die stilistische Vielfalt wichtig, damit die Musik nicht langweilig werde.

## Diskografie
- 2003: Far from Everything
- 2006: No Justice
- 2008: Live at Billy Bob's Texas
- 2010: 2nd Avenue
- 2012: America's Son